# Lista de sets de Pokémon Trading Card Game
Esta é uma lista contém apenas expansões lançadas fora do Japão (originalmente em inglês e traduzidas para o português brasileiro).
| Geração | Série                  | N° | Nome                           | Lançamento                                                               | Cartas |
| ------- | ---------------------- | -- | ------------------------------ | ------------------------------------------------------------------------ | ------ |
| 1       | Original               | *  | Pokémon Demo Game Plastic Pack | dezembro de 1998                                                         | 24     |
| 1       | Original               | 1  | Jogo Base                      | 9 de janeiro de 1999                                                     | 102    |
| 1       | Original               | 2  | Selva                          | 16 de junho de 1999                                                      | 64     |
| 1       | Original               | 3  | Fóssil                         | 10 de outubro de 1999                                                    | 62     |
| 1       | Original               | 4  | Jogo Base 2                    | 24 de fevereiro de 2000                                                  | 130    |
| 1       | Original               | 5  | Equipe Rocket                  | 24 de abril de 2000                                                      | 83     |
| 1       | Original               | 6  | Gym Heroes                     | 14 de agosto de 2000                                                     | 132    |
| 1       | Original               | 7  | Gym Challenge                  | 16 de outubro de 2000                                                    | 132    |
| 2       | Neo                    | 1  | Neo Genesis                    | 16 de dezembro de 2000                                                   | 111    |
| 2       | Neo                    | 2  | Neo Discovery                  | 01 de junho de 2001                                                      | 75     |
| 2       | Neo                    | *  | Southern Islands               | 31 de julho de 2001                                                      | 18     |
| 2       | Neo                    | 3  | Neo Revelation                 | 21 de setembro de 2001                                                   | 66     |
| 2       | Neo                    | 4  | Neo Destiny                    | 28 de fevereiro de 2002                                                  | 113    |
| 2       | Neo                    | *  | Legendary Collection           | 24 de abril de 2002                                                      | 110    |
| 2       | e-Reader               | 1  | Expedition Base Set            | 15 de setembro de 2002                                                   | 165    |
| 2       | e-Reader               | 2  | Aquapolis                      | 15 de janeiro de 2003                                                    | 186    |
| 2       | e-Reader               | 3  | Skyridge                       | 12 de abril de 2003                                                      | 182    |
| 3       | EX                     | 1  | EX Ruby and Sapphire           | 18 de junho de 2003                                                      | 109    |
| 3       | EX                     | 2  | EX Sandstorm                   | 19 de setembro de 2003                                                   | 100    |
| 3       | EX                     | 3  | EX Dragon                      | 24 de novembro de 2003                                                   | 100    |
| 3       | EX                     | 4  | EX Team Magma vs Team Aqua     | 15 de março de 2004                                                      | 97     |
| 3       | EX                     | 5  | EX Hidden Legends              | 14 de junho de 2004                                                      | 102    |
| 3       | EX                     | 6  | EX Red Fire and Green Leaf     | 30 de agosto de 2004                                                     | 116    |
| 3       | EX                     | 7  | EX Team Rocket Returns         | 08 de novembro de 2004                                                   | 111    |
| 3       | EX                     | 8  | EX Deoxys                      | 14 de fevereiro de 2005                                                  | 108    |
| 3       | EX                     | 9  | EX Emerald                     | 9 de maio de 2005                                                        | 107    |
| 3       | EX                     | 10 | EX Unseen Forces               | 22 de agosto de 2005                                                     | 145    |
| 3       | EX                     | 11 | EX Delta Species               | 31 de outubro de 2005                                                    | 114    |
| 3       | EX                     | 12 | EX Legend Maker                | 13 de fevereiro de 2006                                                  | 93     |
| 3       | EX                     | 13 | EX Holon Phantoms              | 3 de maio de 2006                                                        | 111    |
| 3       | EX                     | 14 | EX Crystal Guardians           | 30 de agosto de 2006                                                     | 100    |
| 3       | EX                     | 15 | EX Dragon Frontiers            | 08 de novembro de 2006                                                   | 101    |
| 3       | EX                     | 16 | EX Power Keepers               | 14 de fevereiro de 2007                                                  | 108    |
| 4       | Diamond & Pearl        | 1  | Diamond & Pearl                | 23 de maio de 2007                                                       | 130    |
| 4       | Diamond & Pearl        | 2  | Treasures Mysterious           | 22 de agosto de 2007                                                     | 124    |
| 4       | Diamond & Pearl        | 3  | Maravilhas Secretas            | 7 de novembro de 2007 (Estados Unidos) janeiro de 2011 (Brasil)          | 132    |
| 4       | Diamond & Pearl        | 4  | Great Encounters               | 13 de fevereiro de 2008                                                  | 106    |
| 4       | Diamond & Pearl        | 5  | Sunrise Majestic               | 21 de maio de 2008                                                       | 100    |
| 4       | Diamond & Pearl        | 6  | Awakening of the Legends       | 20 de agosto de 2008                                                     | 146    |
| 4       | Diamond & Pearl        | 7  | Stormy Front                   | 5 de novembro de 2008                                                    | 106    |
| 4       | Platinum               | 1  | Platinum                       | 11 de fevereiro de 2009                                                  | 133    |
| 4       | Platinum               | 2  | Rising Rivals                  | 20 de maio de 2009                                                       | 120    |
| 4       | Platinum               | 3  | Supreme Victories              | 19 de agosto de 2009                                                     | 153    |
| 4       | Platinum               | 4  | Arceus                         | 4 de novembro de 2009                                                    | 111    |
| 4       | HearhGold & SoulSilver | 1  | HeartGold & SoulSilver         | 10 de fevereiro de 2010 (Estados Unidos) maio de 2011 (Brasil)           | 124    |
| 4       | HearhGold & SoulSilver | 2  | Revelado                       | 12 de maio de 2010 (Estados Unidos) agosto de 2011 (Brasil)              | 96     |
| 4       | HearhGold & SoulSilver | 3  | Intrepid                       | 18 de agosto de 2010                                                     | 91     |
| 4       | HearhGold & SoulSilver | 4  | Achievers                      | 02 de novembro de 2010                                                   | 103    |
| 4       | HearhGold & SoulSilver | *  | Call of the Legends            | 9 de fevereiro de 2011                                                   | 106    |
| 5       | Black & White          | 1  | Black & White                  | 25 de abril de 2011 (Estados Unidos) 5 de dezembro de 2011 (Brasil)      | 115    |
| 5       | Black & White          | 2  | Poderes Emergentes             | 31 de agosto de 2011 (Estados Unidos) 10 de abril de 2012 (Brasil)       | 98     |
| 5       | Black & White          | 3  | Vitórias Nobres                | 16 de novembro de 2011 (Estados Unidos) 5 de julho de 2012 (Brasil)      | 102    |
| 5       | Black & White          | 4  | Próximos Destinos              | 8 de fevereiro de 2012 (Estados Unidos) 5 de outubro de 2012 (Brasil)    | 103    |
| 5       | Black & White          | 5  | Exploradores da Escuridão      | 9 de maio de 2012 (Estados Unidos) 10 de janeiro de 2013 (Brasil)        | 111    |
| 5       | Black & White          | 6  | Dragões Enaltecidos            | 15 de agosto de 2012 (Estados Unidos) 20 de abril de 2013 (Brasil)       | 128    |
| 5       | Black & White          | 7  | Fronteiras Cruzadas            | 7 de novembro de 2012 (Estados Unidos) 25 de julho de 2013 (Brasil)      | 153    |
| 5       | Black & White          | 8  | Tempestade de Plasma           | 6 de fevereiro de 2013 (Estados Unidos) 1 de outubro de 2013 (Brasil)    | 138    |
| 5       | Black & White          | 9  | Congelamento de Plasma         | 8 de maio de 2013 (Estados Unidos) 30 de dezembro de 2013 (Brasil)       | 122    |
| 5       | Black & White          | 10 | Explosão de Plasma             | 14 de agosto de 2013 (Estados Unidos) 13 de março de 2014 (Brasil)       | 105    |
| 5       | Black & White          | 11 | Legendary Treasures            | 8 de novembro de 2013                                                    | 138    |
| 6       | XY                     | *  | XY: Kalos Starter Set          | 8 de novembro de 2013                                                    | 39     |
| 6       | XY                     | 1  | XY                             | 5 de fevereiro de 2014 (Estados Unidos) 23 de maio de 2014 (Brasil)      | 146    |
| 6       | XY                     | 2  | Flash de Fogo                  | 7 de maio de 2014 (Estados Unidos) 12 de setembro de 2014 (Brasil)       | 109    |
| 6       | XY                     | 3  | Punhos Furiosos                | 13 de agosto de 2014 (Estados Unidos) 5 de dezembro de 2014 (Brasil)     | 113    |
| 6       | XY                     | 4  | Força Fantasma                 | 5 de novembro de 2014 (Estados Unidos) 20 de fevereiro de 2015 (Brasil)  | 122    |
| 6       | XY                     | 5  | Conflito Primitivo             | 4 de fevereiro de 2015 (Estados Unidos) 15 de maio de 2015 (Brasil)      | 164    |
| 6       | XY                     | *  | Crise Dupla                    | 25 de março de 2015 (Estados Unidos) 24 de julho de 2015 (Brasil)        | 34     |
| 6       | XY                     | 6  | Céus Estrondosos               | 6 de maio de 2015 (Estados Unidos) 14 de agosto de 2015 (Brasil)         | 110    |
| 6       | XY                     | 7  | Origens Ancestrais             | 12 de agosto de 2015 (Estados Unidos) 30 de outubro de 2015 (Brasil)     | 100    |
| 6       | XY                     | 8  | Turbo Revolução                | 4 de novembro de 2015 (Estados Unidos) 22 de janeiro de 2016 (Brasil)    | 164    |
| 6       | XY                     | 9  | Turbo Colisão                  | 3 de fevereiro de 2016 (Estados Unidos) 8 de abril de 2016 (Brasil)      | 123    |
| 6       | XY                     | *  | Gerações                       | 22 de fevereiro de 2016 (Estados Unidos) julho de 2014 (Brasil)          | 115    |
| 6       | XY                     | 10 | Fusão de Destinos              | 4 de maio de 2016 (Estados Unidos) 22 de julho de 2016 (Brasil)          | 125    |
| 6       | XY                     | 11 | Cerco de Vapor                 | 3 de agosto de 2016 (Estados Unidos) 28 de outubro de 2016 (Brasil)      | 116    |
| 6       | XY                     | 12 | Evolutions                     | 2 de novembro de 2016                                                    | 113    |
| 7       | Sol e Lua              | *  | Sol e Lua Promos               | 31 de outurbo de 2016                                                    | 248    |
| 7       | Sol e Lua              | 1  | Sol e Lua                      | 1 de fevereiro de 2017 (Estados Unidos) 10 de fevereiro de 2017 (Brasil) | 163    |
| 7       | Sol e Lua              | 2  | Guardiões Ascendentes          | 5 de maio de 2017 (Estados Unidos) 12 de maio de 2017 (Brasil)           | 169    |
| 7       | Sol e Lua              | 3  | Sombras Ardentes               | 4 de agosto de 2017                                                      | 169    |
| 7       | Sol e Lua              | *  | Lendas Luminescentes           | 6 de outubro de 2017 (Estados Unidos) 13 de outubro de 2017 (Brasil)     | 78     |
| 7       | Sol e Lua              | 4  | Invasão Carmim                 | 3 de novembro de 2017                                                    | 124    |
| 7       | Sol e Lua              | 5  | Ultra Prisma                   | 2 de fevereiro de 2018                                                   | 153    |
| 7       | Sol e Lua              | 6  | Luz Proibida                   | 4 de maio de 2018                                                        | 131    |
| 7       | Sol e Lua              | 7  | Tempestade Celestial           | 3 de agosto de 2018                                                      | 160    |
| 7       | Sol e Lua              | *  | Dragões Soberanos              | 7 de setembro de 2018                                                    | 70+    |
| 7       | Sol e Lua              | 8  | Trovões Perdidos               | 2 de novembro de 2018                                                    | 214    |
| 7       | Sol e Lua              | 9  | União de Aliados               | 1 de fevereiro de 2019                                                   | 181    |
| 7       | Sol e Lua              | 10 | Elos Inquebráveis              | 3 de maio de 2019                                                        | 214    |
| 7       | Sol e Lua              | 11 | Sintonia Mental                | 2 de agosto de 2019                                                      | 236    |
| 7       | Sol e Lua              | *  | Destinos Ocultos               | 23 de agosto de 2019                                                     | 68     |
| 7       | Sol e Lua              | 12 | Eclipse Cósmico                | 30 de outubro de 2019                                                    | 236    |
| 8       | Espada e Escudo        | *  | Espada e Escudo Promos         | 21 de dezembro de 2019                                                   | 307    |
| 8       | Espada e Escudo        | 1  | Espada e Escudo                | 7 de fevereiro de 2020                                                   | 202    |
| 8       | Espada e Escudo        | 2  | Rixa Rebelde                   | 1 de maio de 2020                                                        | 192    |
| 8       | Espada e Escudo        | 3  | Escuridão Incandescente        | 14 de agosto de 2020                                                     | 189    |
| 8       | Espada e Escudo        | *  | Caminho do Campeão             | 2 de outubro de 2020                                                     | 73     |
| 8       | Espada e Escudo        | 4  | Voltagem Vívida                | 13 de novembro de 2020                                                   | 185    |
| 8       | Espada e Escudo        | *  | Destinos Brilhantes            | 19 de fevereiro de 2021                                                  | 72     |
| 8       | Espada e Escudo        | 5  | Estilos de Batalha             | 19 de março de 2021                                                      | 163    |
| 8       | Espada e Escudo        | 6  | Reinado Arrepiante             | 18 de junho de 2021                                                      | 198    |
| 8       | Espada e Escudo        | 7  | Céus em Evolução               | 27 de agosto de 2021                                                     | 203    |
| 8       | Espada e Escudo        | 8  | Golpe Fusão                    | 12 de novembro de 2021                                                   | 264    |
| 8       | Espada e Escudo        | 9  | Astros Cintilantes             | 25 de fevereiro de 2022                                                  | 172    |
| 8       | Espada e Escudo        | 10 | Estrelas Radiantes             | 27 de maio de 2022                                                       | 189    |
| 8       | Espada e Escudo        | *  | Pokemon Go                     | 1 de julho de 2022                                                       | 78     |
| 8       | Espada e Escudo        | 11 | Origem Perdida                 | 9 de setembro de 2022                                                    | 196    |
| 8       | Espada e Escudo        | 12 | Tempestade Prateada            | 11 de novembro de 2022                                                   | 195    |
| 8       | Espada e Escudo        | 13 | Realeza Absoluta               | 20 de janeiro de 2023                                                    | 159    |
| 9       | Escarlate e Violeta    | *  | Escarlate e Violeta Promos     | 21 de janeiro de 2023                                                    | 209    |
| 9       | Escarlate e Violeta    | 1  | Escarlate e Violeta            | 31 de março de 2023                                                      | 258    |
| 9       | Escarlate e Violeta    | 2  | Evoluções em Paldea            | 9 de junho de 2023                                                       | 279    |
| 9       | Escarlate e Violeta    | *  | McDonald's Collection 2023     | 27 de julho de 2023                                                      | 15     |
| 9       | Escarlate e Violeta    | 3  | Obsidiana em Chamas            | 11 de agosto de 2023                                                     | 230    |
| 9       | Escarlate e Violeta    | *  | 151                            | 22 de setembro de 2023                                                   | 207    |
| 9       | Escarlate e Violeta    | 4  | Fenda Paradoxal                | 3 de novembro de 2023                                                    | 266    |
| 9       | Escarlate e Violeta    | *  | Destinos de Paldea             | 26 de janeiro de 2024                                                    | 245    |
| 9       | Escarlate e Violeta    | 5  | Forças Temporais               | 22 de março de 2024                                                      | 218    |
| 9       | Escarlate e Violeta    | 6  | Máscaras do Crepúsculo         | 24 de maio de 2024                                                       | 226    |
| 9       | Escarlate e Violeta    | *  | Fábulas Nebulosas              | 2 de agosto de 2024                                                      | 99     |
| 9       | Escarlate e Violeta    | 7  | Coroa Estelar                  | 13 de setembro de 2024                                                   | 175    |
| 9       | Escarlate e Violeta    | 8  | Fagulhas Impetuosas            | 8 de novembro de 2024                                                    | 252    |
| 9       | Escarlate e Violeta    | *  | Evoluções Prismáticas          | 17 de janeiro de 2025                                                    | 180    |
| 9       | Escarlate e Violeta    | 9  | Amigos de Jornada              | 28 de março de 2025                                                      | 190    |
| 9       | Escarlate e Violeta    | 10 | Rivais Predestinados           | 30 de maio de 2025                                                       | 244    |
| 9       | Escarlate e Violeta    | *  | Raio Preto                     | 18 de julho de 2025                                                      | 172    |
| 9       | Escarlate e Violeta    | *  | Fogo Branco                    | 18 de julho de 2025                                                      | 173    |
| 10      | Mega Evolução          | *  | Mega Evolução Promos           | ?                                                                        | ?      |
| 10      | Mega Evolução          | 1  | Mega Evolução                  | 26 de setembro de 2025                                                   | ?      |

## Primeira Geração
Quando o jogo foi lançado em inglês no final de 1998, a Wizards of the Coast gerenciava sua publicação e comercialização.

### Pokémon Demo Game Plastic Pack
The Pokémon Demo Game Pack foi o produto Pokémon TCG em inglês que foi o mais antigo a ser produzido. Este pacote foi impresso e distribuído em dezembro de 1998 para os vendedores selecionados e a troca de cartões "Magic: The Gathering" mostra (MTG) como uma produção limitada. Este pacote consistia de 24 letras "Base Set Shadowless" e um manual de instruções. Os pacotes restantes de Pokémon demo do jogo foram entregues a clientes e fornecedores de E3 (Electronic Entertainment Expo) de 1998. Este pacote é considerado o "Saint Graal" Card Game Pokémon porque era a primeira introdução do jogo de cartas nos Estados Unidos.
Este pacote é limitado em quantidade e precede o Conjunto de cartões incluídos na Primeira Edição do Conjunto de Base, considerando esses pacotes extremamente raros e de alto valor. Estima-se que entre 100 e 200 dessas embalagens ainda sejam mantidas seladas e fechadas. Este foi o primeiro pacote que inclui um "número de certificação PSA" #24287143, tornando este o primeiro pacote em inglês conhecido jogo de cartas que é mantido selado.

### Série original

#### Jogo Base
Lançado nos Estados Unidos em 9 de janeiro de 1999, é o primeiro set produzido comercialmente. Consiste em 102 cartas e o único que não tem o Símbolo de Expansão (com a exceção do erro de impressão da expansão "Jungle"). É um dos poucos sets em incluir as cartas de Energia Lutador, Fogo, Planta, Trovão, Psíquico e Água, conhecidas atualmente como cartas de Energia Básica. O set também incluir a "Dopla Energia Incolora", a primeira Energia Especial e atual até lá atualidade. O set é um dos mais balanceado, com uma combinação de todos os Pokémon e incluir somente os primeiros 150. Um dos exemplos mais populares são Charizard, Blastoise, Venusaur e Pikachu. Os quatro decks temáticas principais do set estão basadas en 4 estratégias diferentes (ofensiva, defensiva, tática e velocidade). Este set também ele tinha um deck duplo chamado "Starter set", o qual consiste em os "Media Deck" de 30 cartas, sem uma estratégia definida.
As impressões da "Primera Entrega" e algumas das "Segunda Entrega" tem um desenho ligeramente diferente da "Terceira Entrega" (o padrão "ilimitado"). Estas antigas impressões eram generalmente mais brilhantes em cor, uma fonte mais fina, o ano 1999 aparece das vezes em a Notícia de Direitos do autor, e a falta de sombra ao redor das imagens. Por causa disso, essas cartas são conhecidas pelos colecionadores como "Shadowless" (sem sombra). Porque muitas impressões foram impressos como "Shadowless", estes cartões são muito mais raros do que impressões "ilimitados" Estas cartas são conhecidos como o "Quarto Entrega", e também são mais raros do que impressões "ilimitadas".

#### Selva
Lançado em 16 de junho de 1999, foi o segundo deck lançada nos Estados Unidos, adicionando novos cartões Pokémon e um Treinador. Seu símbolo representa as pétalas de Vileplume na cor verde.
O cartão mais raro desta expansão é "Ivy Pikachu" (Promo), que foi impresso como First Edition por engano.

#### Fóssil
É o terceiro deck, foi lançada em 8 de outubro de 1999. Seu símbolo consiste em uma mão fossilizada de Aerodactyl.

#### Jogo Base 2
Consiste numa compilação de cartas selecionadas das decks anteriores (com um total de 130 cartas). A Wizards of the Coast tinha a tendência de reimprimir cartas anteriores para a maioria das expansões que eles venderam. Seu símbolo consiste em uma Pokébola e um estilizado 2 atrás.

#### Equipe Rocket
Lançado em abril de 2000, é o quarto deck do jogo. Seu título refere-se à grupo criminoso "Equipe Rocket" presente nos videogames Pokémon Red and Blue e Pokémon Yellow, e também apresenta o trio de Jessie, James e Meowth. Seu símbolo é o R, usado como um símbolo da organização.
Esta expansão introduziu o "Dark Pokémon" (Pokémon das sombras) (não confundir com os Pokémon Dark/Sinister introduzidos na segunda geração), Pokémon corrompido e controlado pela Equipe Rocket. Depois disso, os Dark Pokémon não retornam até a expansão da Equipe Rocket Returns.
Essa expansão também incluiu cartas lançadas exclusivamente na versão em inglês, que acabaram sendo lançadas em japonês posteriormente. Como parte do marketing promocional, "Dark Raichu" pode ser encontrado nesta expansão apenas em inglês.

#### Gym Heroes
Lançado em junho de 2000, é o quinto deck do jogo, que consiste em 132 cartas. Seu símbolo é um anfiteatro.
É o primeiro deck em ter o "Pokémon com dono", sendo este dono, o líder de ginásio ao qual corresponde, tanto do anime como os videogames. Porque o nome completo do cartão inclui o nome do seu proprietário, o correspondente Pokémon Evolution ("Raichu Lt. Surge") evolui apenas o mesmo proprietário ("Pikachu Lt. Surge", por exemplo). Em outras palavras, "Pikachu" só pode evoluir para Raichu mas não em "Raichu Lt. Surge" e vice-versa. Este tipo de letras um pouco se tornou popular na época, devido a diferenças suregidas e algumas letras "raras" tinham menos valor do que as letras "comuns".
Esta expansão foi a primeira a incluir as cartas de "Estádio", cartas de treinador que permanecem em jogo até que outra carta de Estádio seja colocada em jogo.

#### Gym Challenge
Lançado em julho de 2000, é o sexto deck do jogo. Seu símbolo é o messmo que o Gym Heroes mas inverso. Contém de 132 cartas.

## Segunda Geração

### Série Neo

#### Neo Genesis
Lançada em outubro de 2000, é o oitavo deck e consiste de 111 cartas. Seu símbolo é um par de estrelas, uma na frente da outra. Neo vem do grego, que significa "novo" e Genesis (também do grego) significa "nascimento" ou "início", que se refere ao novo Pokémon descoberto na região Johto. Além disso, esta expansão introduz dois novos tipos de Pokémon no JCC: Noturno/Sinistro e Ferro, com suas respectivas cartas de energia.
O design dos cartões também mudou, tornando-o mais parecido com a versão japonesa. Os pontos de saúde mostrados no canto superior direito que são menores e sua cor mudou de vermelho para preto.
Neo Genesis é considerado por alguns como um segundo Conjunto de Base pelo novo design das cartas. Em particular, os jogadores gostaram da introdução de novos cartões, o que reduziu o sorte aleatório no jogo, como "Professor Elm" e "Cleffa". Neo Genesis é e continua a ser considerado pelos jogadores como um dos melhores sets.
Duas letras foram  banidas  dos eventos oficiais: Sneasel e Slowking.
Até agora, havia dois formatos de jogo: "Ilimitado" (que permitia jogar as cartas de todas os decks lançadas até agora) e "Limitado" (que incluía apenas Neo Genesis e expansões subsequentes).

#### Neo Discovery
Lançada em junho de 2001, é o nono deck e consiste de 75 cartões. Seu símbolo é uma pirâmide maia. Enquanto no jogo Pokémon Gold & Silver e Pokémon Crystal, a estrutura arquitectónica das ruínas encontradas no filme Pokémon 3: Spell of the Unown, mostrando suas origens na América Central ou América do Sul.
Neo Discovery é caracterizada por alguma da segunda geração Pokemon como "Smeargle", "Politoed" e "Wobbuffets". O "Unown" é um Pokémon baseado no alfabeto latino. Durante o lançamento do Neo Discovery, existem 26 tipos, um para cada letra (mais tarde, o não-carregado "?" e "!" foram introduzidos, perfazendo um total de 28). Neo Discovery introduziu nove desses Pokémon no jogo de cartas. Cada afeta o jogo de formas diferentes, dependendo da letra que representa (por exemplo Unown "O" ter "Poder Pokémon" "Observação", que permite visualizar 5 primeiras cartas do baralho do rival).

#### Southern Islands
É um conjunto especial lançado em 17 de julho de 1999 em japonês e em 31 de julho de 2001 em inglês. Foi lançado ao mesmo tempo no Japão Gym Challenge, enquanto na América do Norte foi lançado entre os lançamentos de Neo Discovery e antes de Neo Revelation. O símbolo característico é uma palmeira.
Embora seja considerado como o décimo conjunto, é realmente um pacote promocional, vendido em um pacote especial. Ele contém apenas 18 cartões e alinhando-os da maneira correta, cada ilustração forma uma única imagem longa.

#### Neo Revelation
É o décimo primeiro deck, foi lançado em outubro de 2011 e introduz 64 novas cartas.
Neo Revelation, lançado em outubro de 2001, é o décimo primeiro jogo de 64 cartões no Pokémon Trading Card Game. Seu símbolo é uma representação da partida de Suicune, Entei e Raikou da Burned Tower.
A partir do conjunto de libertação, houve pelo menos um cartão de cada um dos 251 Pokémon, incluindo o evasivo Celebi. Isto termina a segunda geração em setembro com Pokémon como Porygon2, Misdreavus e Raikou. De certa forma, isso torna uma contrapartida para o Fóssil (que arredondado para fora do conjunto do original 151 Pokémon). Também incluir mais três dos Unown introduzidos no Neo Discovery.
Mais importante, este setembro foi a estreia do Pokémon Luminoso. Pokémons brilhantes são extremamente poderosos, mas não mais do que um deles é permitido em um baralho. Esta tradição foi de curta duração, no entanto, como os Pokémon Luminoso estavam presentes apenas após o set, Neo Destiny. No entanto, cartões Pokémon-estrela, que funcionam quase idêntico ao Pokémon Luminoso, foram introduzidos em setembro conhecido mais tarde como EX Team Rocket Returns.

#### Neo Destiny
Lançado em fevereiro de 2002, é o décimo segundo deck de 105 cartas do jogo. Seu símbolo é um brilho azul acima de um brilho branco, possivelmente referindo-se aos Pokémon Dark e Light dentro deste conjunto. Este conjunto quase completa do alfabeto Unown iniciado em Neo Discovery (R foi deixado de fora, mas acabou por receber um cartão em outro deck anos depois. J também foi deixado de fora, sendo um Promo).
Este é o segundo deck com ênfase em Dark Pokémon, embora diferente de seu antecessor, Equipe Rocket, esses Pokémon Noturnos não parecem ter nenhuma influência. Neste deck e somente neste set, eles são contrabalançados por Pokémon Light. Considerando que os Pokémon Notornos têm hit points (pontos de vida) baixos e causam muitos danos, os Pokémon Leves têm Pontos de Vida altos, têm ataques e outras habilidades que giram em torno do suporte, como dano de cura.
Talvez a razão pela qual os Pokémon Light não tenham aparecido após este set é porque muitos de seus movimentos beneficiam o usuário e o oponente igualmente, exigindo assim que o usuário defina a situação para o máximo ganho enquanto evita que o oponente faça isso. Além disso, os Pokémon Light normalmente não causam muito dano, uma desvantagem em um jogo cujo objetivo é causar o máximo de dano possível.

### Série Legendary Collection

#### Legendary Collection
Lançado em maio de 2002, é o décimo terceiro deck de 110 cartas no jogo. O símbolo do conjunto é uma medalha.
Legendary Collection é a continuação de Jogo Base 2, composta inteiramente de reimpressões dos primeiros quatro conjuntos: Jogo Base, Selva, Fóssil e Equipe Rocket. Sua finalidade é tornar essas cartas legais em torneios, caso contrário, esses cartões seriam considerados "muito antigos". Assim, algumas pessoas podem reivindicar este conjunto como um terceiro "Conjunto Base". Legendary Collection é o primeiro deck a ter um conjunto paralelo cuja única diferença é que a folha brilhante é impressada em toda a frente do cartão, exceto por sua ilustração (isso não é feito no conjunto regular). Estranhamente, mesmo que esse conjunto seja uma fusão de quatro conjuntos, esse conjunto contém menos cartões do que qualquer um dos três seguintes.

### Série e-Card

#### Expedition Base Set
Lançado em setembro de 2002, é o décimo quarto deck de cartas do jogo. Seu símbolo é uma PokéBola desenhada para parecer um "e" minúsculo. Com 165 cartas (330 se o seu conjunto paralelo estiver incluído), Expedition é o maior conjunto de sempre no jogo.
É o primeiro a usar o e-Reader: Ao escanear um código de ponto encontrado na parte inferior de todos os cartões e nas laterais de alguns, o e-Reader pode exibir padrões, produzir sons ou outras várias novidades. No entanto, nenhum desses recursos é necessário para o jogo. Conjuntos subsequentes, até EX Hidden Legends, também seriam compatíveis com o e-Reader.
Por causa de seu formato completamente novo, este foi pensado para ser um bom momento para equilibrar o jogo de cartas com versões menos poderosas de cartões previamente impressos. Por exemplo, o Energy Removal 2 tem um propósito idêntico ao Energy Removal do Jogo Base, exceto que uma moeda deve ser invertida para determinar se os efeitos são bem-sucedidos. No entanto, este conjunto também introduz o Cartão de Apoiador, um tipo de cartão de Treinador que agora domina o jogo competitivo.

#### Aquapolis
Lançado em janeiro de 2003, é o décimo quinto deck de cartas do jogo e consiste em 186 cartas. Seu símbolo é um panorama urbano dentro de uma água de gota.
Este deck é o segundo de três para usar extensivamente o e-Reader. Aquapolis introduções de minijogos jogáveis pela digitalização em códigos de ponto a partir de vários cartões (em qualquer ordem). Estes minijogos são normalmente muito simples e na maioria das vezes, cada Pokémon cuja carta foi digitalizada irá desempenhar algum papel no minijogo.
Enquanto Technical Machines foram abordados na Expedition, Aquapolis é o deck para fazer uso deles. Technical Machines seriam liberadas com moderação a partir deste ponto.
O set de Aquapolis também foi o primeiro Pokémon TCG a utilizar o Poké-power "Crystal Type". Este poder foi escrito nos cartões de Aquapolis Kingdra, Lugia e Nidoking, todos os quais são holofoil. Essencialmente, permite ao jogador anexar uma carta de energia básica ao Pokémon e torná-lo desse tipo para o turno. Note que este poder não permite ao jogador anexar uma carta de energia adicional por turno.
Dos 186 cartões, os primeiros 32 foram designados com um "H" antes do número. A 33ª carta começou no número "1". Assim, a sequência numérica só sobe para 147 (os 3 "Crystal Types" levam o número para 150/147). Além disso, havia quatro cartas que receberam duas versões: Golduck (50a, 50b), Drowzee (74a, 74b), Mr. Mime (95a, 95b) e Porygon (103a, 103b). Estes cartões são idênticos, exceto os dados que mostram quando passam pelo e-Reader.

#### Skyridge
Lançado em maio de 2003, é o décimo sexto deck de cartas no jogo. Seu símbolo é um par de montanhas com um halo ao redor do mais alto. Este é o último set publicado pela Wizards of the Coast e tem 182 cartas.
Este conjunto é o último de três para usar extensivamente o e-Reader. Skyridge continua a tradição de minijogo jogável de Aquapolis digitalizando códigos de pontos de múltiplas cartas
O set Skyridge foi também o segundo e último set a conter Pokémon com o Poké-power "Crystal Type". Os personagens deste conjunto foram: Celebi, Charizard, Crobat, Golem, Ho-Oh e Kabutops. Esses cartões normalmente têm um valor comercial muito maior no eBay e outros varejistas online do que os cartões normais desse deck. No entanto, até mesmo cartas normais da Skyridge são mais valiosas do que as cartas normais de outros decks, devido ao fato de que os boosters Skyridge eram muito difíceis de encontrar em comparação com outros conjuntos.
O sistema de numeração para Skyridge é semelhante ao de Aquapolis. As primeiras 32 cartas começam com um "H" e a 33ª começa a numeração em "1", e assim o número sobe para 144. Os 6 "Crystal Types" levam para 150/144. Não há versões "a" e "b" em Skyridge como havia em Aquapolis.

## Terceira Geração
A terceira geração contém a série "EX". Esta série é baseada em videogames Pokémon Ruby & Sapphire, Pokémon FireRed & LeafGreen e Pokémon Emerald.

### Série EX
Todos os conjuntos da terceira geração têm "EX" em seu nome; isso vem do Pokémon-ex presentes nesses sets.

#### EX Ruby and Sapphire
Lançado em julho de 2003, é o décimo sétimo deck de 109 cartas do jogo. Este deck foi o primeiro a ser adaptado para o inglês pela Pokémon USA, Inc. após os direitos do jogo de cartas serem transferidos de volta de Wizards of the Coast. Seu símbolo é uma jóia com um corte brilhante, visto de cima. É nomeado após o videogames Pokémon Ruby & Sapphire.
Este deck introduz Pokémon terceira geração e continua a ser escaneável pelo e-Reader. No entanto, os códigos de ponto no lado esquerdo do cartão desapareceram, sendo substituídos por um único código de ponto na parte inferior. Ao contrário das cartas na Expedition, Aquapolis, e Skyridge, no entanto, este código de ponto produz apenas onde encontrar o Pokémon nos videogames em vez de informações completamente originais no Pokédex. Este deck mais uma vez altera o layout das cartas; com exceção do código de ponto na parte inferior (que agora está ausente), é exatamente igual ao layout japonês e é o formato usado até hoje.
Este deck é também o primeiro a ter Pokémon-ex, Pokémon que são mais fortes do que o habitual, mas as recompensas são dobradas se um jogador pode derrubar um. Durante o seu lançamento, estes Pokémon foram extremamente úteis, mas à medida que mais cartas foram lançadas, o jogo de cartas tornou-se cada vez mais empilhado contra Pokémon-ex.

#### Sandstorm EX
Lançado em 18 de setembro de 2003, é o décimo oitavo deck de cartas no jogo e o segundo deck lançado pelo Pokémon EUA Inc.. Seu símbolo é um par de fósseis: o Claw Fossil e o Root Fossil dos Pokémon Ruby e Sapphire. Tem um deck de 100 cartas. O nome "Sandstorm" vem do fato de que o jogador deve recuperar esses fósseis no videogame de dentro de uma tempestade de areia.
A EX Sandstorm também continua a introduzir Pokémon de terceira geração no jogo de cartas, com muitos Pokémon com temas do deserto, como Cacnea e Vibrava, e seus Pokémon não relacionados, como Zangoose e Sableye. Este deck traz de volta o deck de fósseis Misterious Fossil e se expande com o fóssil da garra, que pode ser transformado em Anorith, e o fóssil da raiz, que pode ser transformado em Lileep. O Mysterious Fossil desempenha o mesmo papel de antes, que é o de evoluir para Omanyte, Kabuto ou Aerodactyl. Outros Pokémon de gerações mais antigas retornam, como Xatu da segunda e Psyduck da primeira geração.

#### EX Dragon
Lançado em novembro de 2003, é o décimo nono deck de cartas no jogo e o terceiro deck lançado pela Pokémon USA. O símbolo do conjunto é um mira. Este deck de números até 97 cartões, mas há 100 com as 3 cartas secretas e sua ênfase principal é o Pokémon Dragão. Estes geralmente aparecem como Pokémon do tipo sem cor, mas eles tendem a usar dois ou mais tipos diferentes de Energia (um exemplo é Salamence, que usa Energia de Fogo e Água). Muitos dos Pokémon do EX Dragon fizeram sua estreia no deck. Salamence, Flygon e Altaria são três dos decks Pokémon Dragão - outros, como Latios, Latias, Dragonite e Rayquaza aparecem como Pokémon-ex. EX Dragon é o primeiro deck da terceira geração do jogo de cartas baseado em Pokémon Dragão; o outro deck, Ex Dragon Frontiers, é o penúltimo deck da mesma geração.

#### EX Team Magma V.S. Team Aqua
Lançado em março de 2004, é o vigésimo deck de cartas no jogo e o quarto deck lançado pela Pokémon USA. O símbolo é um "X" marrom ligeiramente inclinado, um pouco como um corte ou uma cicatriz. Este conjunto contém 95 cartões e foi o último deck a apresentar a compatibilidade do e-Reader.

#### EX Hidden Legends
Lançado em junho de 2004, é o vigésima primeiro deck de cartas no jogo e o quinto deck lançado pela Pokémon USA. Seu símbolo é um trapézio com seis pequenos pontos igualmente espaçados ao seu redor. Toda esta configuração está dentro de um hexágono irregular branco sólido. A parte  Hidden Legends  refere-se a Regirock, Regice e Registeel, Pokémon Lendário escondidos em estruturas de pedra. Este deck contém 101 cartões diferentes
Este deck gira em torno de três conceitos: Regirock, Regice e Registeel, conforme mencionado acima; Jirachi, um Pokémon Lendário com o poder de desejos; e Pokémon 4Ever com a presença de Dark Celebi. Este deck também continua a introduzir Pokémon no jogo de cartas. Além dos Pokémon acima, Beldum e sua linha evolução faz sua estreia.

#### EX Fire Red and Leaf Green
Lançado em setembro de 2004, é o vigésima segundo deck de cartas no jogo e o sexto deck lançado pela Pokémon USA. Seu símbolo é um emblema de uma pokébola negra. Foi lançado na época em que os videogames da Nintendo, Pokémon Fire Red e Leaf Green foram lançados. O deck tinha algumas cartas extras: 113/112 Charmander, Box Topper; 114/112 Articuno ex, Secret ex; 115/112 Moltres ex, Secret ex; e 116/112 Zapdos ex, Secret ex.

#### EX Team Rocket Returns
Lançado em novembro de 2004, é o vigésima terceiro deck de cartas no jogo e o sétimo deck lançado pela Pokémon USA. Seu símbolo é um emblema da Equipe Rocket, uma forma de escudo com um R preto em negrito no centro. Tem um deck de 109 cartas. Este emblema da Equipe Rocket é incomum, pois não aparece em nenhum outro lugar; o objetivo deste emblema é provavelmente distinguir este deck do antigo deck da Equipe Rocket. Este deck também introduziu o Pokémon das Trevas.
A Equipe Rocket como uma organização criminosa - seus membros, os Pokémon que controla e as técnicas que usa para dominar o mundo fazem parte do tema deste deck. The Returns parte é uma indicação de que é uma sequela definida para o deck Team Rocket lançado quatro anos antes. Este deck introduziu Pokémon, que são brilhantes como os do Neo Revelations. Apenas um desses Pokémon com o símbolo de estrela na carta ao lado do nome pode estar presente em um baralho.

#### EX Deoxys
Lançado em fevereiro de 2005, é o vigésimo quarto deck de cartas no jogo e o oitavo deck lançado pela Pokémon USA. O símbolo é uma estrela de tiro e tem 107 cartões. O deck é nomeado após o Pokémon Deoxys e também apresenta Rayquaza, ambos os quais foram os Pokémon Lendários em destaque no sétimo filme Pokémon, Pokémon: Destiny Deoxys. Embora os Pokémon neste deck tenham pouco ou nada, a ver com qualquer um desses dois Pokémon, os cartas Treinador do deck apresentam pessoas e lugares envolvidos com a astronomia nos videogames Pokémon Ruby, Sapphire e Emerald.

#### EX Emerald
Lançado em maio de 2005, é o vigésimo quinto deck de cartas no jogo e o nono deck lançado pela Pokémon USA. Seu símbolo é uma pedra preciosa, presumivelmente uma esmeralda. Tem um deck de 106 cartas. A Nintendo lançou seis pacotes de 15 cartelas, conhecidos como Quick Construction Packs - um pacote para cada tipo de Energia Básica.
O deck também é composto de promos japoneses que nunca foram trazidos para fora do Japão. Por causa disso e o fato de que a maioria dos promos são vistos como "não jogáveis" na cena competitiva, esse deck foi largamente ignorado, com exceções para Medicham ex.

#### EX Unseen Forces
Lançado em agosto de 2005, é o vigésimo sexto deck de cartas no jogo e o décimo deck lançado pela Pokémon USA. O símbolo é uma silhueta negra da asa de Ho-Oh, sobreposta a uma silhueta branca da asa de Lugia. é um deck de 115 cartas, mais 2 cartas secretas (incluindo o topper de caixa), mais 28 Unowns. O deck, que no Japão foi batizado de "GoldenSky e SilverSea", é ambientado em Johto e é o primeiro deck da Pokémon USA a consistir principalmente em Pokémon dos jogos "Pokémon Gold" e "Silver", lançado em 2001. EX Unseen Forces é conhecido por ter mais Pokémon-ex do que qualquer outro deck até à data, com um total de quatorze (incluindo um topper de caixa e uma carta rara secreta).

#### EX Delta Species
Lançado em outubro de 2005, é o vigésimo sétimo deck de cartas no jogo e o décimo primeiro deck lançado pela Pokémon USA. Ele contém 113 cartões diferentes. Embora este deck tenha sido lançado após o lançamento de EX Legends no Japão, ele foi lançado antes de Legend Maker em territórios anglofônico. O deck, que no Japão foi chamado de "Researching Tower of Holon", está situado no centro de pesquisa, Holon. Seu logotipo/símbolo é Holon Tower, uma torre com um amplo piso superior.
Este deck introduz Pokémon "espécies delta", que são tipos incomuns. (Por exemplo, Tyranitar normalmente seria um Pokémon do tipo Noturno ou Lutador, mas Tyranitar δ é um Pokémon com dois tipos de Metálico/Fogo.) Ele também apresenta a equipe da Holon Tower e seus Pokémon. A equipe do Holon aparece na forma de cartas de Supporter, todas as quais exigem que uma carta seja descartada para que elas sejam usadas e os Pokémons de Holon, que podem ser usados como Pokémon ou como cartas de Energia.

#### EX Legend Maker
Lançado em fevereiro de 2006, é o vigésimo oitavo deck de 92 cartas no jogo e o décimo segundo deck lançado pela Pokémon USA. O cenário, que no Japão foi batizado de "Eidolon Forest", está situado em uma floresta no meio do nada. Seu símbolo é uma floresta estilizada, uma área branca em forma de ovo, com três triângulos isósceles agudos pretos. Recebeu o nome Legend Maker devido à inclusão de Mew.
Devido a uma confusão com traduções, este deveria ser lançado antes de EX Delta Species, mas foi adiado até fevereiro de 2006 em territórios anglofónicos. Isto é considerado por muitos como um deck muito bom, [carece de fontes?] por várias razões - possivelmente pela sua semelhança com as expansões originais de Selva e Fóssil ou possivelmente pela sua exclusão do complexo Delta Pokémon de Espécies.

#### EX Holon Phantoms
Lançado em maio de 2006, é o vigésimo nono deck de cartas no jogo e o décimo terceiro deck lançado pela Pokémon USA. O símbolo é o símbolo do Holon, com três triângulos ao redor dos lados. O deck, que no Japão foi chamado de "Holon Phantom", está situado em uma área não desenvolvida de Holon. Ele marca o retorno de Pokémon Delta Species, depois que eles debutaram em EX Delta Species. Este deck contém 110 cartões no total. A parte de trás dos cartões deste deck tem uma parte traseira mais clara que outros decks.

#### EX Crystal Guardians
Lançado em julho de 2006, é o trigésimo deck de cartas no jogo e o decimo quarto deck lançado pela Pokémon USA. Seu símbolo é uma lasca de cristal. 100 cartões estão incluídos nesta versão definida.

#### EX Dragon Frontiers
Lançado em novembro de 2006, é o trigésimo primeiro deck de cartas no jogo e o décimo quinto deck lançado pela Pokémon USA. Seu símbolo é um par de montanhas negras sobre um fundo branco circular. É um deck de 101 cartas. O deck é baseado em um deck desconhecido de ilhas distantes, habitadas principalmente por Pokémon Dragão. Este deck marca a aparência final dos Pokémon Delta Species e estranhamente, quase todas as cartas Pokémon são Delta. Existem ainda Pokémon "Delta Star", Mew e Charizard, cujo tipo depende da sua cor alternativa (forma Shiny), que é, neste caso, Água e Noturno, respectivamente.
Este deck introduz um novo mecanismo: marcadores Shockwave e Imprison. Esses marcadores são semelhantes a condições especiais, exceto que eles podem ser aplicados a Pokémon inclinados e que eles não desaparecem quando o Pokémon recua. Apenas três cartas no deck usam esses marcadores, no entanto: dois Pokémon colocam os marcadores e um Pokémon pode removê-los.

#### EX Power Keepers
Lançado em fevereiro de 2007, é o trigésimo segundo deck de cartas no jogo e o décimo sexto deck lançado pela Pokémon USA. O símbolo para este deck é uma estrada que leva a um horizonte de fuga no qual o sol está subindo ou se pondo. É um deck de 108 cartas.
É o primeiro deck desde o lançamento do EX Emerald apenas fora do Japão e o primeiro desde que EX Unseen Forces não incluiu Pokémon Delta Species. O deck é vagamente baseado no Elite dos Quatros de Hoenn, já que todos os quatro membros (Drake, Glacia, Phoebe e Sidney) possuem suas próprias placas de Stadium e os Pokémon EX são todos Pokémon de propriedade dos membros da Elite dos Quatro. O deck também consiste em várias reimpressões de cartões de decks mais antigos e é o último deck de terceira geração.

## Quarta Geração
Todos os decks da quarta geração têm as palavras "Diamond e Pearl", "Platinum", "HeartGold SoulSilver" ou "Legends" em seus nomes; isso vem dos videogames Pokémon Diamond, Pokémon Pearl, Pokémon Platinum, Pokémon HeartGold e Pokémon SoulSilver presentes nesses decks.

### Série Diamante & Pérola

#### Diamond and Pearl Base Set
Lançado em maio de 2007, é o trigésimo terceiro deck das cartas no jogo e o décimo sétimo deck lançado pelo Pokémon USA. Seu símbolo é um círculo em um pentágono invertido. É um deck de 130 cartas. O deck é o primeiro em territórios de língua inglesa a incluir Pokémon da quarta geração, ou seja, aqueles que apareceram pela primeira vez nos videogames Pokémon Diamond & Pearl no Nintendo DS. Várias novas regras foram introduzidas no Pokémon Trading Card Game com o lançamento do Diamond & Pearl Base Set no Japão, e várias mudanças foram feitas no formato das cartas; algumas dessas alterações foram incluídas em formatos de cartões anteriores e outras são novas. Uma dessas mudanças é a introdução do Pokémon LV.X, substituindo as cartas de ex-Pokémon e Pokémon "star". Este é também o primeiro jogo em que Pokémon classificados como tipo do veneno da série de vídeogames seria identificado como Psíquico em vez de tipo Grama e o primeiro deck de incluir cartões de Pokemon com "ataques menos energia" denotados por um efeito transparente, onde as necessidades de energia normalmente seria. Os cartões Basic Dark e Steel Energy são introduzidos neste conjunto. Três cartas de Pokémon holográficas deste deck foram lançadas em estanhas algumas semanas antes do lançamento do set. Essas latas incluíam uma lata Tyranitar com uma Turtwig, uma lata Camerupt com um Chimchar e uma lata Milotic com um Piplup.

#### Diamante & Pérola – Maravilhas Secretas
Lançado em de novembro de 2007, é o trigésimo quarto deck das cartas no jogo e o décimo oitavo deck lançado pelo Pokémon USA. Seu símbolo é um redemoinho. O conjunto inclui várias outras cartas "Pokémon com Item": cartas Pokémon com Ferramentas Pokémon integradas, que incluem itens específicos dos jogos Pokémon Diamond & Pearl, como os itens de evolução Moon Stone e Reaper Cloth. O conjunto também inclui dois novos Pokémon LV.X. e tem 132 cartas

#### Diamond and Pearl –Hidden treasures
123 deck foi criado em 2007.

#### Diamond and Pearl – Great Encounters
É o trigésimo sexto deck das cartas no jogo e no vigésimo deck lançado pelo Pokémon USA, lançado em fevereiro de 2008 e é o segundo menor do Diamond & Pearl até hoje, com 106 cartas. Seu símbolo é um triskelion dentro de um hexágono. O deck apresenta Darkrai, um Pokémon de evento e Pokémon lendários apresentados ao lado de Dialga e Palkia em Pokémon: The Rise of Darkrai. O conjunto também apresenta mais quatro Pokémon LV.X.

#### Diamond and Pearl – Majestic Dawn
Lançado em maio de 2008, é o trigésimo sétimo deck das cartas do jogo e o vigésimo deck lançado pelo Pokémon USA. Seu símbolo é um sol nascente que vem sobre uma colina, daí o nome Majestic Dawn. É o menor Diamond & Pearl até hoje com 100 cartões. Este conjunto introduz Leafeon e Glaceon como duas novas evoluções de Eevee e inclui mais quatro Pokémon LV.X.

#### Diamond and Pearl – Legends Awakened
É é o trigésimo oitavo deck das cartas do jogo e o vigésimo primeiro deck lançado pelo Pokémon USA, foi lançado em agosto de 2008. O deck reintroduz as Technical Machines ao Trading Card Game e inclui as últimas variantes de Pokémon visto pela primeira vez em videogames Pokémon Diamond & Pearl (excluindo Shaymin e Arceus não lançados]. O conjunto inclui sete Pokémon LV.X, mais do que qualquer conjunto até agora. Muitos grandes decks vieram de cartões LA LV.X, sendo um deles o AMU. É o quarto maior deck da história do TCG com 146 cartas.

#### Diamond and Pearl – Stormfront
É o trigésimo nono deck das cartas do jogo e o vigésimo segundo deck lançado pelo Pokémon EUA, foi lançado em novembro de 2008. Seu símbolo é um círculo com um relâmpago passando por ele. É um deck de 100 cartas. O conjunto reintroduziu Pokémon de coloração alternada (mais conhecido como Pokémon Brilhante) e foi o primeiro deck da série Diamond & Pearl a reimprimir três cartas "clássicas" das primeiras expansões do Trading Card Game. O conjunto inclui oito Pokémon LV.X, dois dos quais também foram lançados como cartões promocionais. Ele também introduziu cartões de treinamento que podem ser usados com outro ao mesmo tempo.

### Série Platinum

#### Platinum Base Set
É o quadragésimo deck das cartas do jogo e o vigésimo terceiro deck lançado pelo Pokémon USA. Foi lançado em 13 de outubro de 2008 no Japão e em 11 de fevereiro de 2009 nos Estados Unidos. Introduz o Pokémon Shaymin nunca antes visto e inclui uma nova variante de Pokémon específica ao Treinador, conhecida como Pokémon SP. O deck também inclui um novo mecanismo chamado Lost Zone, que funciona como uma segunda pilha de descarte, mas da qual os jogadores não podem recuperar cartas. Possui dois decks temáticos, um construído em torno de Shaymin, "Flourish" e o outro em torno de Pokémon Renegade Giratina, "Rebellion". Platinum inclui seis Pokémon LV.X, dois dos quais são Shaymin (um dos Land Forme e um dos Sky Forme) e 127 cartas no total. O deck inclui 6 cartões secretos. Dois dos Pokémon LV.X foram lançados como reimpressões promocionais com novas obras de arte em 2 de março de 2009. O novo Pokémon SP inclui Pokémon Team Galactic como Dialga G.

#### Platinum – Rising Rivals
É o quadragésimo primeiro deck das cartas do jogo e o vigésimo quarto deck lançado pelo Pokémon USA. É um deck de 114 cartas que não incluem as 6 cartas secretas de holo frustrado do Pokémon Rotom. Ele expande a recente criação do Pokémon SP (Pokémon de treinador) com Pokémon do Gym Leader e Pokémon do Elite Four. Foi lançado em 26 de dezembro de 2008 no Japão. Foi lançado em 16 de maio de 2009 nos Estados Unidos. As cartas deste deck incluem: Luxray GL LV.X, a atribuição de Lucian, Gallade 4 LV.X e uma nova versão do Infernape LV.X. Não foi reimpresso, este Infernape está agora em forma de SP, com diferentes ataques e um Poke-Power. Alguns outros LV.X incluem Alakazam LV.X e Snorlax LV.X. Também inclui alguns raros escondidos que são remakes de cartas originais dos primeiros sets. Eles têm tanto valor quanto um LV.X. Eles incluem: o original Pikachu, Surf Pikachu e Flying Pikachu. Um Pokémon principal deste conjunto é Rotom, que tem muitas formas únicas: Wash, Mow, Fan, Heat e Frost Rotom.

#### Platinum – Supreme Victors
É o quadragésimo segundo deck das cartas do jogo e o vigésima quinto deck lançado pelo Pokémon USA. Foi lançado em 6 de março de 2009 no Japão e foi lançado em 19 de agosto de 2009 nos Estados Unidos. É um deck de 147 cartas. Seu símbolo é de 2 triângulos invertidos conectados. Este conjunto contém Pokémon Frontier Brain, bem como Pokémon Champion. Novos Pokémon LV.X, como Rayquaza C LV. X e Charizard G LV. X também estão incluídos.

#### Platinum – Arceus
É o quadragésimo terceiro deck das cartas do jogo e o vigésimo sexto deck lançado pelo Pokémon USA. Contém 99 cartões diferentes. Foi lançado em 5 de julho de 2008 no Japão e foi lançado em 4 de novembro de 2009 na América do Norte.
Este deck marca da estreia do TCG no último Pokémon da quarta geração, Arceus. Todas as cartas de Pokémon Arceus têm uma regra especial impressa nelas que permite que você tenha qualquer número de Pokémon com o nome "Arceus" no seu baralho, ao contrário da regra normal de 4 por baralho.
Seis novos Lv.Xs adicionais foram incluídos nesta expansão, três dos quais sendo formas diferentes de Arceus Lv. X, os outros três sendo Gengar Lv. X, Salamence Lv. X e Tangrowth Lv. X. Esta expansão também marcou a continuação dos Pokémon "Brilhante", que foram apresentados através da série Booster Platinum. Cada uma dessas cartas tinha uma sequência numérica de colecionador diferente das outras cartas na expansão, que eram Bagon (SH10), Ponyta (SH11) e Shinx (SH12).

### SérieHearthGold & SoulSilver
É a terceira série lançada para a quarta geração. É baseado nos video games Pokémon HeartGold & SoulSilver. Apresenta várias alterações estéticas, bem como a substituição das letras "Pokémon NV", "X" pelos "Pokémon Prime" e "Pokémon LEGEND".

#### HeartGold & SoulSilver Base Set
É baseado nos videogames Pokémon do mesmo título. Este deck tem mais de 123 cartas nele. Inclui as novas cartas Pokémon Prime, que substituem Lv.Xs. Este deck também possui 2 Pokémon lendários, que são um Pokémon composto por 2 cartas. Eles são Ho-Oh e Lugia. Tem uma Alph Lithograph nele. Este conjunto tem 3 decks temáticos.

#### HS-Revelado
É o segundo deck de jogos de cartas baseado nos videogames Pokémon HeartGold e Pokémon SoulSilver, Pokémon HeartGold e SoulSilver. O deck tem um total de 95 cartas, incluindo Tyranitar (Prime), Steelix (Prime), Crobat (Prime), Kingdra (Prime), Lanturn (Prime), Ursaring (Prime), Entei e Raikou LEGEND, Raikou e Suicine LEGEND, e Suicine e Entei LEGEND. O deck também apresenta uma carta Secret Rare "Alph Lithograph. Este, ao contrário do anterior, HGSS, permite ao jogador embaralhar o seu baralho. Existem 4 versões de Alph Lithograph. É o primeiro definido para apresentar duas cartas Legend, que consistem em dois Pokémon na mesma legend de duas cartas, no entanto, estes Pokémon, quando Knocked Out, permitem que o oponente ganhe 2 Prize Cards ao invés de 1. O deck possui Chaos Control (Tyranitar) e Steel Sentinel (Steelix) decks.

#### HS-Undaunted
É o terceiro conjunto de jogos de cartas baseado nos videogames Pokémon HeartGold e Pokémon SoulSilver. O deck tem um total de 90 cartas, incluindo Raichu (Prime), Houndoom (Prime), Espeon (Prime), Umbreon (Prime), Scizor (Prime), Slowking (Prime), Rayquaza e Deoxys LEGEND, Kyogre e Groudon LEGEND. O deck também apresenta uma carta Secret Rare: Alph Lithograph. Este permite ao jogador retornar qualquer estádio em jogo para a mão de seu dono. Continuam a tendência das cartas de Legend duplo, cartas Legend representando 2 Pokémon que permitem ao oponente comprar 2 cartas de prêmio quando Knocked Out. Os decks iniciais para o HGSS Undaunted são Nightfall, um baralho tipo noturno/metal com Umbreon, e Daybreak, um deck tipo grama/psíquico com Espeon. Com o HgSS Undaunted lançado, houve duas mudanças na embalagem do Starter Deck: agora elas contêm um booster adicional do deck, bem como uma caixa de cartão que pode conter um baralho de 60 cartas não marcado.

#### HS-Triumphant
É o quarto jogo de cartas definido com base nos videogames Pokémon HeartGold e Pokémon SoulSilver. O deck tem um total de 102 cartas, incluindo Absol (Prime), Celebi (Prime), Gengar (Prime), Eletrodo (Prime), Mew (Prime), Magnezone (Prime), Yanmega (Prime), Machamp (Prime), Darkrai/Cresselia LEGEND e Dialga/Palkia LEGEND. O deck também apresenta uma carta Secret Rare: Alph Lithograph. Este, ao contrário dos anteriores, permite ao jogador ver todos os seus cartões de prêmio de face para baixo. Continuam a tendência dos cartas de Legend duplo, Legends representando 2 Pokémon que permitem ao oponente comprar 2 cartas de prêmio quando Knocked Out. Os decks iniciais para o HGSS Triumphant são o Royal Guard, um deck do tipo psíquico/lutador com Nidoking e o Verdant Frost, um deck tipo grama/água com Mamoswine. Especula-se para ser o último Heartgold e Soulsilver definido na América. O deck contém cartões do set japonês "Clash at the Summit" e do mini-set Lost Link. Um cartão faltando no set é o Stadium "Lost World", que introduziu uma nova condição de vitória para o jogo no Japão. A carta, junto com as outras cartas que faltavam no Lost Link, foram lançadas na próxima expansão, Call of Legends.

#### Call of Legends
É um deck em inglês independente de reimpressões e cartões inéditos. Contém 95 cartões diferentes. Devido ao longo período de tempo entre HeartGold e SoulSilver - Triumphant e o lançamento da quinta geração de Pokémon Video Games, este deck foi lançado como um deck de preenchimento. Ele contém reimpressões dos conjuntos HeartGold e SoulSilver, bem como das demais cartas do conjunto japonês Lost Link. Além disso, contém cartas de Pokémon lendários em formas brilhantes e não brilhantes. Os Pokémon brilhantes também são conhecidos como Legendários Brilhantes e por exemplo, Shiny Suicune é o número SL11. Há um total de 11 Legendários Brilhantes.

### Sets em japonês exclusivos da sérieHearthGold & SoulSilver
Quando a linha de cartões da negociação de Pokémon Heartgold & Soulsilver foi lançada no Japão, foi feita de forma diferente na América. Também teve um período de espera anormalmente longo entre o primeiro e o segundo deck.

#### Heartgold & Soulsilver Collection
É o primeiro deck japonês baseado nos videogames Heartgold e Soulsilver. Tem 140 cartas no total, incluindo as seguintes cartas especiais: Alph Litograph, Ursaring Prime, Crobat Prime, Typhlosion Prime, Meganium Prime, Blissey Prime, Donphan Prime, Ampharos Prime, Feraligatr Prime, Lugia LEGEND e Ho-Oh LEGEND. A partir deste set, os cartões Trainer no Japão foram renomeados para cartas de mercadorias. Foi renomeado nos Estados Unidos como HeartGold SoulSilver, ou HS.

#### Decks especiais de Heartgold & Soulsilver
Decks especiais foram lançados entre os lançamentos do primeiro e segundo deck Heartgold e Soulsilver. Expert Deck: Leafeon vs. Metagross é um deck de dois baralhos de 60 cartas (120 cartas diferentes) com um CD para jogar online. Além de serem mais poderosos do que a maioria dos baralhos temáticos, os decks Leafeon e Metagross têm cartas especiais que não foram lançados em nenhum outro deck japonês. Há também baralhos Battle Starter, que foram lançados com cartas especiais disponíveis apenas para o seu baralho específico. Os decks são chamados de Offense (tipos de fogo), Defense (tipos de grama), Speed (tipos elétricos) e Skill (tipos de água).

#### Heartgold & Soulsilver Revived Legends
É o segundo deck japonês baseado nos videogames Heartgold e Soulsilver. Possui 80 cartas, incluindo as seguintes cartas especiais: Tyranitar Prime, Steelix Prime, Lanturn Prime, Kingdra Prime, Entei e Raikou LEGEND, Suicune e Entei LEGEND, Raikou e Suicune LEGEND, e Alph Litograph. Ele foi renomeado para HS Unleashed nos Estados Unidos.

#### Lost Link Mini-Series
É um mini-set que apresenta Mew Prime, Prime Prime, Gengar Prime, Darkrai e Cresselia LEGEND, e Magnezone Prime. O deck tem um total de 40 cartões. No Japão, foi lançado em 16 de abril. Embora os boosters tenham 8 cartas ao invés de 11 no Japão, eles custam menos do que os boosters normais. A característica especial da série é que inclui um estádio chamado Lost World, que tem um efeito revolucionário. No entanto, o mini-set não será lançado nos Estados Unidos, mas será combinado com os cartões do grupo japonês Clash no Summit, para fazer o HS Triumphant, que foi lançado nos Estados Unidos no início de novembro.

## Quinta Geração
As expansões desta geração correspondem apenas à série Black & White, baseada no jogo do mesmo nome Pokémon Black & White. É a primeira geração a incluir códigos para jogar online. Esta geração introduz mudanças estéticas nas cartas (tornando-o mais semelhante ao Platimum), substituindo o "Pokemon Prime" e o cartão "Pokemon LEGEND" pelo "Pokémon - EX" (similar em mecânica para NV Pokémon X), e a unificação das várias letras de treinador, Partidário e Estádio em um único tipo de cartão principal (treinador).

### Série Black & White

##### Black & White
É a primeira expansão da série. É composto por 115 cartas e introduz 69 novos Pokémon ao JCC, incluindo versões especiais de ilustração completa de Reshiram e Zekrom, bem como uma versão secreta do Pikachu.
Desta expansão, todas as cartas que não são Pokémon ou Energia são renomeadas como "Treinador", divididas em três categorias: Object, Supporter e Stadium (substituindo aquele tipo de cartas de gerações anteriores em um único tipo principal de carta).
Esta expansão também traz três decks temáticos: "Blue Assault" (Samurott), "Green Tornado" (Serperior) e "Red Frenzy" (Emboar).

##### Black & White – Poderes Emergentes
É a segunda expansão da série, com um total de 98 cartas, introduzindo 91 novos Pokémon, incluindo versões especiais da ilustração completa de Thundrus e Tornadus. Este deck caracteriza a tão esperada carta "Captura Pokémon" de objetos, sendo a primeira carta a permitir que o jogador mude o Pokémon ativo do oponente.

##### Black & White – Vitórias Nobres
É a terceira expansão da série. Digite o último Pokemon da quinta geração (Genesect) mais introduzir um novo fóssil Pokemon tipo de cartão caracterizada Tirotuga e Archen.

##### Black & White – Próximos Destinos
É o quarto jogo de cartas baseado em Pokémon, Black e White. A partir desse deck, o Pokémon de gerações anteriores foram reintroduzidos e um novo tipo de cartões, Pokémon-EX cartões (com Shaymin, Reshiram, Kyurem, Zekrom, Mewtwo e Regigigas EX). Também estão incluídos 4 cartões Rare Secret, que representam cartas de séries anteriores, mas foram reimpressos como "brilhantes"; Emboar (Black e White), Chandelure (Vitórias Nobres), Zoroark (Black e White) e Hydreigon (Vitórias Nobres). Plataformas caseiros para este deck são Borda Explosiva (Reshiram) e Tensão Vortex (Zekrom), que inclui o quarto Reshiram impressão e Zekrom dos "deck da base de cartões Black e White".
Uma carta desta expansão, Shiftry (Black e White - Upcoming Destinations, 72/99), foi banida de todos os eventos Pokémon com o Organized Game Play Expanded a partir de 15 de setembro de 2015 em diante.

##### Black & White – Exploradores da Escuridão
É o quinto jogo de cartas baseado em jogos de Pokémon Black e White. Este é o segundo deck para reintroduzir Pokémon de gerações anteriores e cartões Pokémon-EX (que são Entei, Raikou, Tornadus, Darkrai, Groudon, Kyogre) no jogo de cartas. Novamente, existem 3 ( "brilhante") cartas raras em segredo que foram reimpressos da série anterior: Arcos (Vitórias Nobles), Gardevoir (Próximos Destinos) e um Pokémon Caçador dourado (Poderes Emergentes). Capas para este deck são: Raiders (Cofagrigus) e Sombras (Zoroark).

##### Black & White – Dragões Enaltecidos
É o sexto jogo de cartas baseado em Pokémon Black e White. Este é o deck para introduzir oficialmente o tipo de Pokémon Dragão no jogo de cartas colecionáveis e o terceiro deck para reintroduzir Pokémon das gerações anteriores. As cartas de Pokémon-EX neste conjunto são Terrakion, Mew, Ho-Oh, Registeel e o novo tipo EX Dragon, Rayquaza e Giratina. Também neste deck existem 4 cartas raras secretas ("brilhante"), que foram reimpressos a partir de decks anteriores: Reuniclus (Black & White), Serperior (Black & White), Krookodile (Black & White) e Rayquaza (que foi sets exclusivos em inglês). Os baralhos temáticos são: DragonSnarl (Hydreigon) e DragonSpeed (Garchomp).

##### Black & White – Fronteiras Cruzadas
É o sétimo deck da série Black e White. Este deck oficialmente introduz o Pokémon; Kyurem Branco e Preto, Landorus em sua forma Therian, Meloetta e Keldeo, e continuando a tendência de reintroduzir Pokémon de gerações anteriores. As cartas Pokémon-EX neste deck são Celebi, Keldeo (na forma de resolução), Cresselia, Landorus (como Teresa), Kyurem Black e Kyurem White. A partir deste deck, um novo cartão de item holofoil especial também foi introduzido, conhecido como cartões de especificação Ace (há 4 deles neste deck). Mais uma vez, 4 cartões raros secretos foram incluídos ("brilhante"), reproduzido a partir da série anterior de cartas raras secretos incluído Golurk (Dragões Enaltecidos), Terrakion (Vitórias Nobres), Altaria (Dragões Enalecidos), e Gold Helmet Rocky (Vitórias Nobres). Temos 3 novos apoiadores da arte completa; Bianca (reimpresso de Poderes Emergentes), Cheren (reimpresso de Poderes Emergentes e/ou Exploradores da Escuridão) e Skyla. As capas temáticas são: IceShock (Black Kyurem) e ColdFire (Kyurem Branco).

##### Black & White – Tempestade de Plasma
É o oitavo deck da série Black e White. É baseado no deck japonês "Plasma Gale" (BW7). Este deck continua a reintroduzir Pokémon das gerações anteriores. Os cartões Pokémon-EX deste conjunto são Moltres EX, Victini EX, Articuno EX, Zapdos EX, Cobalion EX e Lugia EX. As cartas de especificação ace retornadas neste set. Além disso, este deck concentra-se no equipamento de plasma.

##### Black & White – Congelamento de Plasma
É a nona edição inglesa e oitavo deck japonês da série Black e White e é a segunda série de equipamentos de plasma. Tem Thundurus-EX, Tornadus-EX e Deoxys-EX. Um novo As-Spec foi adicionado (protetor de rocha). Congelamento de Plasma tem mais de 110 cartões.

##### Black & White – Explosão de Plasma
É o terceiro deck na série Pokémon Black e White. Os novos Pokémon-EX são o Genesect-EX, o Dialga-EX, o Palkia-EX, o Virizion-EX, o Jirachi-EX e o Kyurem-EX. Plasma Blast é o primeiro deck a ter apenas 11 Pokémon Ex-Cards, porque não existe uma versão Full Art do Kyurem-EX. Há um novo defensor de arte completa que é Iris. Em japonês, Plasma Blast é Megalo Cannon (BW10). O deck todo tem 101 cartas.

##### Black & White - Legendary Treasures
É o décimo primeiro e último deck do Pokémon Black e White. Lançado em 6 de novembro de 2013 nos Estados Unidos, este jogo tem 115 cartas mais 25 cartas RC ("Radiant Collection"). Há dez cartas Pokémon-EX, incluindo Mewtwo-EX, Darkrai-EX e Keldeo-EX, e duas novas cartas de Pokémon-EX, Chandelure-EX e Excadrill-EX. Os 25 cartões "Radiant Collection" terão um revestimento especial e padrões de junco, além de ter seu próprio esquema de numeração e raridade.

## Sexta Geração
Corresponde os videogames Pokémon X & Y. Incluia os deck da série XY.

### Série XY
Todas os decks da série eles carregam as letras "XY" em o nome (exceto Crise Dupla e Gerações).
A série XY também introduz um novo tipo de Pokémon e sua respectiva energia: Fada. Além disso, o tipo Pokémon Dragão introduzido nesta série tem a fraqueza do tipo Pokémon Fada.

#### XY: Kalos Starter Set
Antes do lançamento oficial da série XY, 8 de novembro de 2013 Kalos Starter Set, que consiste em três decks temáticos caracterizadas pelos 3 Pokémon inicial da região Kalos (Chespin, Fennekin e Froakie).

#### XY
Lançado em 5 de fevereiro de 2014, é o primeiro deck da série XY. Introduz os Pokémon Fada e as Mega Evoluções.
Consiste em 146 novos cartões e dois decks temáticos:
- Fortaleza Vital (Xerneas), baseada em Pokémon Fada e Psíquico
- Destruição Mortífera (Yveltal), baseada em Pokémon Noturno/Sinistro e Lutador.

#### XY- Flash de Fogo
Lançado em 7 de maio de 2014, é o segundo deck da série XY. Apresenta 15 novos rostos de treinador, 5 novos Pokémon - EX e 3 novas Mega Evoluções.
Digite 109 cartas junto com dois decks temáticos:
- Trovão Brilhante, baseado em Pokémon de Fogo e Elétrico
- Typhon Místico, baseado em Pokémon Psíquico e Água.

#### XY– Punhos Furiosos
Lançado em 13 de agosto de 2014, é o terceiro deck da série XY. Digite 19 novos cartões de treinador, duas novas Mega Evoluções ("M Lucario-EX" e "M Heracross-EX") e 5 novos Pokémon-EX.
Foi lançado junto com 113 novos cartões e dois decks temáticos:
- Luta Sinistra, baseado em Pokémon Noturno/Sinistro e Lutador.
- Eco Encantado, baseado em Pokémon Fada and Planta.

#### XY– Força Fantasma
Lançado em 5 de novembro de 2014, é o quarto deck da série XY. Esta expansão traz 110 novas cartas, e um novo mecanismo chamado "Spiritual Link", que permite mega-evoluir um Pokémon - "EX" sem terminar o turno. Força Fantasma também apresenta 7 novos Pokémon-EX (Gengar-EX, Manectric-EX, Malamar-EX, Florges-EX, Dialga-EX e Aegislash-EX).
Uma das cartas, "Ace Hidden of Lysson" (XY-força Famtasma 99 e 118) foi "banida" de todos os eventos oficiais de Pokemon "Play!" a partir de junho de 2015, devido ao desequilíbrio que causa o seu movimento, como artificialmente alongar o jogo, ou estratégias anulares como "March Night" (que depende da pilha Pokemon de descarte específico).
Dois decks temáticos são introduzidos:
- Vôos Ardentes, baseado em Pokémon Fogo e Planta
- Turbilhão de Raios, baseado em Pokémon Elétrico e Água.

#### XY– Conflito Primitivo
Lançado em 4 de fevereiro de 2015, é o quinto deck da série XY. Traz 160 novos cartões, juntamente com a "Reversão Primitivo" (tecnicamente um Mega Evolução, onde "Kyogre Primitivo - EX e "Groundon Primitivo" -EX retorna à sua maneira mais antiga e poderosa, como visto em Pokémon Omega Ruby e Alpha Sapphire. Também apresenta 12 novos Pokémon-EX (Sharpedo-EX, Trevenant-EX, Wailord-EX e Camerupt-EX).
Dois decks temáticos são introduzidos:
- Abismo Oceânico, baseado em Pokémon Água e Fogo.
- Pulso Terrestre, baseado em Pokémon Lutador e Elétrico.

#### Crise Dupla
Lançado em 25 de março de 2015, é a coleção especial inspirado nos grupos Equipe Aqua e Equipe Magma. Esta coleção introduz novamente aos "Pokémon com dono" e estão protagonizados por "Kyogre da Equipe Aqua" e "Groundon da Equipe Magma". Consta de 34 cartas, disponíveis sobre 7 cartas.

#### XY– Céus Estrondosos
Lançado em 6 de maio de 2015, é o sexto deck da série XY. Incluir 108 novas cartas e 11 novos Pokémon-EX, incluindo 4 novas Mega Evoluções e 9 novas cartas Pokémon-EX ultra rara de ilustração completa. Além disso, introduza um novo cartão de energia: "Dupla Energia Dragão", que só pode ser usado em Pokémon do tipo Dragão.
Shaymin-EX Foi uma das descartadas mais marcantes devido ao seu grande poder e alto valor monetário em seu tempo.
Dois decks temáticos estão incluídos:
- Aurora Explosiva (Articuno), baseado em Pokémon tipo Água e Psíquico.
- Tempestade Fulminante (Zapdos), baseado em Pokémon tipo Elétrico e Dragão.

#### XY– Origens Ancestrais
Lançado em 12 de agosto de 2015, é o sétimo deck da série XY. Traga 100 novas cartas, incluindo Hoopa. Ele também introduz 14 novos Pokémon-EX, incluindo 3 cartas de Pokémon - EX secreta rara ilustração completa ("Groundon Primitivo-EX", "Kyogre Primitivo-EX" e "M Rayquaza-EX", todos com sua respectiva forma shiny alternativa).
Ele vem com dois decks temáticos:
- Maré de Ferro (Metagross), baseado em Pokémon tipo Aço.
- Coração de Pedra (Regirock), baseado em Pokémon tipo Lutador.

#### XY– Turbo Revelação
Lançado em 4 de novembro de 2015, é o oitavo deck da série XY. Traz 160 novas cartas.
Introduz um novo tipo de evolução, "Turbo" ("BREAK" em inglês e japonês), que adiciona novos ataques e habilidades, conservando os ataques e habilidades de sua pré-evolução. Essas letras são feitas horizontalmente, de modo a cobrir apenas a ilustração da pré-evolução. Porque não tem Fraqueza, Resistência e Custo de Retirada, é considerado uma carta "incompleta" e não pode ser jogada sozinha, então depende de sua pré-evolução.
Dois decks temáticos estão incluindos:
- Assalto Noturno (Noivern), baseado em Pokémon tipo Dragão.
- Faísca Ardente (Raichu), baseado em Pokémon tipo Elétrico.

#### XY– Turbo Colisão
Foi lançado em 3 de fevereiro de 2016, é o nono deck da série XY.
Se introduzem decks temáticos:
- Ondas Cortadas (Greninja), baseado em Pokémon tipo Água.
- Olhos Eletrizantes (Luxray), baseado em Pokémon tipo Elétrico.

#### Gerações
É um deck adicional para a série XY para celebrar os 20 anos de Pokémon. Este conjunto é caracterizado por ter reimpressões de decks modernos e antigos, incluindo principalmente Pokémon primeira e segunda geração. Os cartões deste deck só podem ser obtidos em pacotes promocionais lançados mensalmente ao longo de 2016 e não há decks temáticos.

#### XY– Fusão dos Destinos
Lançado em 2 de maio de 2016 nos Estados Unidos e 4 de maio no Reino Unido, é o décimo deck da série XY.
Se introduzem decks temáticos:
- Guardião do Ceú (Lugia), baseado em Pokémon tipo Fogo e Voador.
- Juiz de Combate (Zygarde), baseado em Pokémon tipo Lutador.

#### XY– Cerco de Vapor
Lançado em 3 de agosto de 2016, é o décimo primeiro deck da série XY. Introduz a "Volcanion", o último Pokémon conhecido e a "Magearna", um dos Pokémon anunciados para a sétima geração (em sua forma normal e Pokémon-EX).

#### XY– Evolutions
Lançado em 16 de setembro de 2016 em japonês como "Expansion Pack 20th Anniversary" e em 2 de novembro de 2016 em inglês, é o décimo segundo e último deck da série XY. A maioria das cartas imitar o estilo visual dos cartões da primeira geração, com pequenas variações para se adequar ao formato atual.
Embora alguns cartões são reimpressões de decks anteriores da série XY (principalmente Pokémon-EX), a maioria são recriações de letras da primeira geração, com a mesma imagem, mas com PS e danos ataques no caso de cartas Pokémon (por exemplo, Charizard); há ainda um pequeno número de cartões que têm exatamente o mesmo texto (PS, danos ataques incluídos, fraqueza e força, e custo de remoção) que suas versões da primeira geração (como Pikachu Surf), tornando-os verdadeiros reimpressões dessas cartas, permitindo que suas contrapartes da primeira geração sejam válidas para o formato padrão da hora ou para o formato expandido atual.
Quanto aos cartões do treinador, "Professor Oak's Track" é uma carta de apoiador baseada na carta original do "Professor Carvalho". A carta original tem o mesmo efeito que "Professor Cypress" (em vigor na época), então o nome e o efeito tiveram que ser mudados, mas mantendo sua ilustração.
Se introduzem com decks temáticos:
- Tumulto Mewtwo, baseado em Pokémon Psíquico.
- Potência Pikachu, baseado em Pokémon Eléctrico.

## Sétima Geração
Em conjunto com o anúncio do videogame Pokémon Sun e Moon se anunciou uma nova geração de cartas, com um novo estilo visual e novas estratégias.

### Série Sol e Lua

#### Sol e Lua
Anunciado como o primeiro deck da série. Foi lançado em 9 de dezembro de 2016 em japonês (sob os nomes Colletion Sun e Collection Moon), e 3 de fevereiro de 2017 em inglês. Introduz 163 novas cartas.
Se introduzem 3 decks temáticos:
- Sombra Florestal (Decidueye), baseado principalmente em Pokémon tipo Planta
- Maré Luminosa (Primarina), baseado em Pokémon tipo Água.
- Calor Rugindo (Incineroar), baseado em Pokémon tipo Fogo.

#### Sol e Lua– Guardiões Ascendentes
Lançado em japonês em 17 de março de 2017 e em inglês em 5 de maio do mesmo ano, é o segundo deck da série. Introduz 169 cartas novas, das quais 12 são Pokémon-GX, entre os que destacam Ninetales de Alola-GX, Tapu Lele-GX e Lycanroc-GX (modo noturno).
Se introduzem decks temáticos:
- Sol de Aço (Solgaleo), baseado principalmente em Pokémon tipo Aço.
- Lua Oculta (Lunala), baseado principalmente em Pokémon tipo Psíquico.

#### Sol e Lua– Sombras Ardentes
Lançado em inglês em 4 de agosto de 2017, é o  terceiro deck da série. Consta de 169 novas cartas, entre as que destacam Ho-Oh-GX, Tapu Fini-GX, Necrozma-GX e Marshadow-GX.
Se introduzem decks temáticos:
- Rochas Afilhadas (Lycanrock modo noturno), baseado principalmente em Pokémon tipo Lutador.
- Geada Luminosa (Ninetales de Alola), baseado principalmente em Pokémon tipo Água.

#### Lendas Luminescentes
É um deck adicional especial para a série Sol e Lua (da mesma forma que Gerações na série XY). Foi lançado em 15 de julho de 2017 em japonês e 6 de outubro de 2017 no resto do mundo, e tem 82 e 78 letras respectivamente. Digite o Luminous Pokémon (ou Variocolor, Shiny em inglês) como Luminous Genesect, Luminous Volcano ou Luminous Mew, além de introduzir novos Pokémon-GX como Mewtwo-GX, Raichu-GX e Zoroark-GX.
Tal como acontece com as Gerações, esta deck especial não tem decks temáticos e só está disponível através de pacotes promocionais ou Elite Trainer Box.

#### Sol e Lua– Invasão Carmim
É o quarto deck da série, foi lançado em 15 de setembro de 2017 en japonês e em 3 de novembro de 2017 em inglês. Contém 110 cartas, entre 8 novos Pokémon-GX, introduzem aos Ultraentes, destacando a Nihilego-GX y Guzzlord-GX e a Silvally-GX.
Possui decks temáticos:
- Presas Destrutivas (Hydreigon), baseado principalmente em Pokémon tipo Noturno.
- Trovão Trovejante (Kommo-o), baseado principalmente em Pokémon tipo Elétrico, Lutador e Dragão.

#### Sol e Lua– Ultra Prisma
É o quinto deck da série. Foi lançado em 8 de dezembro de 2017 em japonês após o lançamento de Pokémon Ultra Sun e Ultra Moon e em 2 de fevereiro de 2018 em inglês. Inclui 173 cartas, dos 10 novos Pokémon - GX, entre os quais se destacam Necrozma Mane Twilight-GX, Necrozma Wings of the Sunrise-GX, entre otras.
Ele também introduz o novo mecânico "Prisma Estrelar" ("Prism Star" em inglês, escrito como "styl" estilizado), letras mais poderosas que o normal, mas com a desvantagem de que você só pode ter 1 carta Star Prism com o mesmo nome no baralho (por exemplo, você não pode ter mais do que 1 "Solgaleo ♢" e / ou 1 "Lunala ♢" respectivamente), e em vez de ir para a pilha de descarte, vá para a zona de perda (presente até a série HeartGold & SoulSilver).
Inclui 2 decks temáticos:
- Ordem Imperial (Empoleon), baseado em Pokémon tipo Água.

- Impacto Mach (Garchomp), baseado em Pokémon tipo Lutador.

#### Sol e Lua– Luz Proibida
É o sexto deck da série. Foi lançado no Japão em 2 de março de 2018 e 4 de maio de 2018 no resto do mundo. Inclui 131 cartões, incluindo 8 novos cartões Pokémon - GX, que se destaca, entre outros, Ultra Necrozma-GX.
Este deck possui 2 decks temáticos:
- Demolição Tropical (Exeggutor de Alola), baseado principalmente em Pokémon tipo Planta.

- Pôr do Sol Solitário (Lycanroc forma Pôr do Sol), baseado em Pokémon tipo Lutador e Psíquico.

#### Sol e Lua– Tempestade Celestial
É o sétimo deck da série. Foi lançado em 1 de junho de 2018 em japonês e em 3 de agosto do mesmo ano em inglês. Vem com 160 novas cartas, incluindo 11 novos Pokémon - GX e vários Pokémon Star Prism, entre os quais se destacam Stakataka-GX e Jirachi Star Prisma respectivamente.
Esta deck vem con os seguintes decks temáticos:
- Folha Elétrica (Sceptile), baseado principalmente em Pokémon tipo Planta e Elétrico.
- Fúria Aquática (Swampert), baseado principalmente em Pokémon tipo Água e Fogo.

#### Dragões Soberanos
É outro deck especial lançado durante a série. Foi lançado em 6 de abril de 2018 no Japão e em 7 de setembro de 2018 no resto do mundo. Entre com mais de 70 novas cartas, incluindo 6 novos Pokémon - GX, entre os quais se destacam Charizard, Reshiram-GX e Dragonite-GX

#### Sol e Lua– Trovões Perdidos
É o oitavo deck da série em inglês. Foi lançado em 7 de setembro de 2018 no Japão e em 2 de novembro do mesmo ano no resto do mundo.
O deck tem mais de 210 cartas, sendo a mais extensa até agora. Entre os cartões lançados estão 13 novos Pokémon - GX e 7 novos cartões Star Prism, entre os quais se destacam Blacephalon-GX, Zeraora-GX, e Ditto Star Prism respectivamente, junto com a introdução de novas cartas de partidário como Kahili e Rika.
Se introduzem as seguintes decks temáticos:
- Volcão em Chamas (Entei), baseado em Pokémon tipo Fogo e Planta.
- Invocador de Tempestade (Raikou), baseado em Pokémon tipo Elétrico.

### Pacotes promocionais destacados
- Alola Collection:[69] Composto por versões: Solgaleo e Lunala respectivamente. Esses pacotes contêm envelopes expansões recentes, um Rowlet, 1 Popplio e 1 Litten, 1 moeda, uma estatueta (somente a versão americana) e 1 Solgaleo - GX ou Lunala - GX (dependendo da versão) e 1 código para desbloquear conteúdo no TCG Online. Vale ressaltar que não incluíram as versões de tamanho normal Solgaleo-GX e Lunala-GX porque seus pre-evoluções (Cosmog e Cosmoem) ainda não estavam disponíveis fora do Japão e portanto, não foram reproduzidos no momento.

- Snorlax-GX Box:[70] Este pacote incluia 1 Snorlax PROMO similar ao Snorlax de Base Set, 1 Snorlax-GX PROMO em seu tamanho normal e Jumbo, 4 sobres de expansões recentes e 1 código para desbloquear em Pokémon TCG Online. Cabe destacar que Snorlax-GX é o primeiro Pokémon-GX disponível para ser jogado em formato padrão fora do Japão.

- Premium Trainer's XY Collection:[71] É o deck com o lançamento de Invasão Carmim, esta coleção especial reúne impressões de arte alternativo de cartas selecionadas lançadas durante a série XY, entre as que destacam "Shaymin-EX" de Céus Estrondosos, "N" de Próximos Destinos e "Professor Cipres" de Cerco de Vapor. É a contraparte de "The Best of XY" lançado no Japão. Deve-se notar que as letras nesta coleção são parte das expansões a que pertence sua impressão original, onde o número da letra é seguido pela letra "a" (ex. Shaymin-EX Céus Estrondosos 77a) e uma estilizada se encontra junto ao símbolo do deck. Este significado destas cartas, ao ser parte dos decks originais de XY e nas cartas PROMO da série Sol e Lua, não são válidas para o formato padrão da temporada 2019. Foi colocado à venda a partir de 20 de outubro de 2017.[71]
- Island Guardians-GX Premium Collection:[72] Este pacote se caracteriza por incluir 1 carta de arte alternativo de Tapu Lele-GX (Albor de Guardiões) y Tapu-Fini-GX (Sombras Ardentes) respectivamente, 1 Tapu Lele-GX tamanho jumbo e sobre decks recentes. Seu lançamento está previsto para novembro de 2018.